# (301794) Antoninkapustin
(301794) Antoninkapustin est un astéroïde de la ceinture principale.

## Description
(301794) Antoninkapustin est un astéroïde de la ceinture principale. Il fut découvert le 12 juin 2010 à Zelenchukskaya Station par Timur V. Kryachko. Il présente une orbite caractérisée par un demi-grand axe de 3,17 UA, une excentricité de 0,14 et une inclinaison de 25,0° par rapport à l'écliptique.

## Compléments